# Pululan
Pululan({\displaystyle {\ce {(C6H12O5)n}}}) je ekstracelulalrni polisaharid kojeg izlučuje kvascu sličan slatkovodni organizam iz carstva fungi, Aureobasidium melanogenum. A. melanogenum se zbog svoje tamne boje, koja je posljedica visoke proizvodnje melanina, zove još i crni kvasac, premda postoji varijacija među podvrstama. Pululan je dobio ime prema starom nazivu za A. melanogenum, Aerobasodium pullulans. Pululan ima raznovrsne aplikacije u medicini i biotehnologiji zbog svoje specifične strukture i njezine lake modifikacije. Otkrio ga je Bauer 1938. godine, ali njegova struktura je determinirana tek 1960., a prvo je upotrebljen u industriji 1972. Pululan ima obrambenu ulogu u prirodnom okruženju.

### STRUKTURA
Pululan je sastavljen od ponavljajućih jedinica maltotriose povezanih s alfa- 1,6 vezama. Maltotrioza je sastavljena od 3 glukoze povezane alfa-1,4, vezama. (slika 1) Zbog specifičnih veza među jedinicama maltotrioze ima jaku sposobnost adhezije i formiranja vlakna. Uz to, ima i 9 hidroksilnih grupa (OH-). Hidroksilne grupe se mogu lako substituirati s nekim drugim elementima i tako dati nova svojstva pululanu. 

### SVOJSTVA
Pululan je topiv u vodi, ima jaku mehaničku snagu i fleksibilan je. U prirodnom okruženju ga često nalazimo u formaciji nasumične zavojnice. Pululan je biorazgradiv, ali nije podležan razgradnji od strane želučane kiseline te je podatan kao nosač lijekova. Ne oksigenira na zraku, što ga čini stabilnim. 

### APLIKACIJE
U zadnje vrijeme zamjenjuje ksantansku gumu u proizvodnju veganskog sira. Najčešće je korišten u kozmetičkoj i prehrambenoj industriji, ali u zadnje vrijeme se koristi u medicini.
Zbog svoje topivosti se koristi kao nosač lijekova. Često ga se modificira s dodatkom kolesterola na hidroksilne grupe. Kolesterol je hidrofoban te tvori jezgru u kojoj je zarobljen aktivni spoj koji služi kao lijek. Okosnica pululana (heksoze) je hidrofilna te tvori koru i ne dozvoljava da se lijek oslobodi prije svoje željene destinacije.
Isto tako se u medicini koristi u vizualizaciji s kvantnim perlama koje su označene s fluorescentnim bojama. Pululan je nosač. Zbog svoje viskoznosti se koristi u mješavini sa želatinom u proizvodnji sintetičkih tkiva. 
Pululan ima i ekološki aspekt. Kao i svaki drugi egzopolisaharid može se koristiti u ekstrakciji teških metala iz okoliša zbog svoje jeako adhezije, a viskoznost mu omogućuje uklanjanje nafte.